# Yossi Benayoun
Yosef Shai "Yossi" Benayoun (hebraisk: יוסף שי בניון) (født 5. maj 1980 i Dimona, Israel) er en israelsk fodboldspiller, der spiller som midtbanespiller for Maccabi Petah Tikva. Tidligere har han spillet for Hapoel Be'er Sheva F.C. og Maccabi Haifa i hjemlandet, Racing Santander i Spanien, West Ham, Chelsea og Liverpool i England samt blev han sendt på to lejeophold hos Arsenal og West Ham United i England.
Benayoun var med Maccabi Haifa med til at vinde det israelske mesterskab i både 2001 og 2002. I 2001 blev han desuden kåret til Årets Fodboldspiller i Israel.

## Landshold
Benayoun står (pr. april 2018) noteret for hele 102 kampe og 24 scoringer for Israels landshold, som han også er anfører for. Han debuterede for holdet den 18. november 1998 i en venskabskamp mod Portugal. 

## Titler
Israelske Mesterskab
- 2001 og 2002 med Maccabi Haifa